# تيسير (اسم)
تيسير هو اسم علم مذكر ومؤنث من أصل عربي، ومعناه هو من « اليسر» وهو الليونة الانقيادومعنى الاسم التسهيلتسهيل الأمور السهولة الليونة التوفيق التهيئة.

## شخصيات تحمل الاسم
- تيسير آل نتيف (لاعب كرة قدم سعودي، 16 فبراير 1974 – )
- تيسير أبو سعدة (1951 – )
- تيسير أبو سنينة
- تيسير الجاسم (لاعب كرة قدم سعودي، 25 يوليو 1984[3] – )
- تيسير العقاد (عسكري مصري)
- تيسير المشهداني ( – 18 أغسطس 2012)
- تيسير النجار
- تيسير خالد (سياسي فلسطيني، 1941 – )
- تيسير علوني (1955[4] – )
- تيسير قلا عواد (1943 – )
- تيسير فهمي
- تيسير نظمي

## تيسير أبو طعمية الشهيد الساجد
| - اسم العلم - الاسم الشخصي - اسم العائلة | - اسم - كنية - لقب |

## وصلات خارجية
- موسوعة السلطان قابوس لأسماء العرب نسخة محفوظة 5 أبريل 2019 على موقع واي باك مشين.